# 约恩·克里斯滕森-达尔斯高
约恩·克里斯滕森-达尔斯高（丹麥語：Jørgen Christensen-Dalsgaard，1950年10月6日—），丹麥天文學家，奧胡斯大學教授，在日震學、星震學有極大貢獻，尤其是在1983年時推測類太陽恆星的震動。

## 經歷
达尔斯高於1978年在道格拉斯·高夫指導下取得劍橋大學博士學位。他是丹麥科學、技術暨創新部太空委員會（丹麥語：Rumudvalget）主任委員和丹麥星震學中心主任。達斯加特還參與克卜勒太空望遠鏡任務，並且他在奧胡斯帶領有300名研究人員的克卜勒星震科學聯合會（Kepler Asteroseismic Science Consortium，KASC）。KASC 是克卜勒任務中負責星震學的部門，達斯加特已經藉由克卜勒的資料發表數篇論文。
达尔斯高曾數次出現在丹麥的電視或廣播節目，並且已進行多次天文學和星震學的免費公開演講。

## 著作
- Lecture Notes on Stellar Oscillations (only author)
- Dansk astronomi i kikkerten, contributor
- Stellar astrophysical fluid dynamics, by Michael J. Thompson and Jørgen Christensen-Dalsgaard (editors)
- Aerts, C.; Christensen-Dalsgaard, J.; Kurtz D.W. . Berlin: Springer. 2010: 882. ISBN 978-1-402-05178-4.
- Pijpers, F.P.; Christensen-Dalsgaard, J.; Rosenthal, C.S. . Berlin: Springer. 1998: 324. ISBN 978-0-792-34852-8.

## 外部連結
- 官方网站
- Den Store Danske,Jørgen Christensen-Dalsgaard （页面存档备份，存于）